# Unità militari di aiuto alla produzione
a) facilitare manodopera gratuita allo Stato;
b) castigare i giovani che si rifiutano di partecipare alle organizzazioni comuniste»
(Un rapporto della Commissione interamericana dei diritti umani.)
Le Unità militari di aiuto alla produzione (in spagnolo Unidad Militar de Ayuda a la Producción, UMAP) erano campi di lavoro in attività a Cuba dal novembre 1965 alla metà del 1968. La loro ideazione è attribuita a Fidel Castro e a Raúl Castro. Sarà lo stesso ex presidente Fidel Castro, in una intervista alla direttrice del quotidiano messicano La Jornada, a pronunciare un pentimento storico che potrebbe aprire le porte a nuovi diritti per gay e lesbiche cubane.
«Se qualcuno è responsabile, sono io. È stata una grande ingiustizia, in quei momenti non mi potevo occupare di questo caso. Ero immerso nella crisi di ottobre [la "crisi dei missili" tra gli Usa, l'Urss e Cuba nel 1962], nella guerra e nelle questioni politiche.»

## La storia delle UMAP

### La nascita
Le UMAP nacquero come dei centri di lavoro forzato, dove venivano inviati potenziali oppositori, sacerdoti e persino omosessuali. Castro considerava le persone omosessuali come agenti dell’imperialismo, eredi dei vizi della Cuba pre-rivoluzionaria (nella quale l’omosessualità era già soggetta a sanzioni). Un’idea nata a causa della paranoia sorta dopo l’invasione della Baia dei Porci, ma rafforzata anche dall'ostilità che l’Unione Sovietica, il nuovo alleato della rivoluzione, aveva nei confronti delle persone omosessuali (che perdura ancora ai nostri giorni). Allo stesso modo i bar gay e le zone di cruising si trasformano, agli occhi della rivoluzione cubana, in centri di attività controrivoluzionaria che dovevano essere sradicati. Il leader cubano dichiarava:
«Non abbiamo mai creduto che un omosessuale possa personificare le condizioni e i requisiti di comportamento che ci permettano di considerarlo un vero rivoluzionario. Una deviazione di questa natura cozza col concetto che abbiamo di quello che deve essere un militante comunista“
Sulla base di informazioni altrettanto poco rigorose, una pagina web datata 2005 e intitolata "Che: más mito que relidad" qualifica il comandante Guevara come feroce sterminatore di omosessuali a Cuba e lui stesso creatore delle UMAP. E questa definizione viene ripetuta in rete senza alcuna prova né fondamento. Guevara non fu mai "procuratore militare", né elaborò mai "un piano delle carceri".

### I deportati
Numerose persone furono arrestate e deportate nelle UMAP a causa della loro omosessualità (che all'epoca era considerata una ''pratica'' mal vista in tutto il mondo, tanto da essere considerata illegale nella maggior parte dei Paesi e classificata dall'Organizzazione mondiale della sanità come una malattia mentale, una parafilia e una forma di perversione sessuale) poiché nell'ideologia castrista i maricones (cioè i "finocchi" o "froci") erano considerati espressione dei valori decadenti della società borghese.
In seguito l'azione si estese su altri gruppi di persone, ovvero:
- credenti di diverse confessioni (tra cui cattolici, testimoni di Geova, evangelisti, battisti, avventisti e praticanti dei culti sincretici esistenti in Cuba[2])

 ricorda Emilio Izquierdo, diciassettenne nel 1965, oggi attuale Presidente dell'Associazione Prigionieri Politici delle UMAP.
- individui classificati come parassiti o "elementi anti-sociali": prostitute, barboni, drogati, "seguaci" del Rock & Roll[10] e tutti coloro che venivano considerati socialmente inutili;

- dissidenti, controrivoluzionari, cittadini non “entusiasti” della rivoluzione socialista, soggetti che non si piegavano alle regole del lavoro, individui che esprimevano le loro opinioni sul governo o in generale nemici della società.

Nel 1965 si contavano già 45.000 prigionieri.
Emblematicamente, all'ingresso del campo di prigionia cubano a Cayo Diego Perez campeggiava la scritta "El trabajo los harà hombres" (cioè "Il lavoro li renderà uomini").
Secondo alcune fonti la rieducazione castrista degli omosessuali iniziò in realtà due anni prima della creazione delle UMAP, ovvero nel 1963, con una campagna governativa chiamata "Operazione P" (per Prostitute, Protettori e Pederasti). In questa campagna vennero individuati molti omosessuali, dopodiché vennero arrestati e gettati in carcere dove erano costretti ad indossare un uniforme che sfoggiava una P. All'inizio e verso metà degli anni sessanta denunciare un omosessuale alla polizia con il metodo dell'outing diventò una pratica comune per coloro che cercavano favori speciali o tentavano di ingraziarsi le autorità.
Sono stati pubblicati elenchi di nomi dei militari che dirigevano i campi.
Alcuni internati si auto-mutilarono in modo che potessero essere portati via dal campo.
Salim Lamrani riporta che a Cuba, negli anni Sessanta, quanti non volevano prestare servizio militare (che era obbligatorio) erano tenuti a svolgere lavori agricoli in queste unità. Gli omosessuali erano spesso vittime di discriminazioni di cui venne a conoscenza la moglie di Raul Castro, Vilma Espin. Quest'ultima informò dei fatti Fidel Castro, il quale inviò un gruppo di militanti dell'UJC (Unione Giovani Comunisti) per procedere, segretamente, agli accertamenti delle violazioni dei diritti umani. Alcune settimane dopo, arrivò il rapporto definitivo che denunciava queste violazioni e le UMAP furono chiuse.

### La struttura
I campi UMAP generalmente ospitavano 120 detenuti, suddivisi in squadre di dieci. Ogni campo UMAP tipicamente consisteva di tre baracche, due per gli internati e uno per il personale militare. I campi non avevano né elettricità né acqua corrente.

### La censura
Paul Kidd, un canadese corrispondente di cronaca estera, fornisce l'unica conosciuta nota di prima mano sui campi UMAP. Kidd viaggiò a Cuba il 29 agosto 1966 e scrisse per il Southam News Service.
L'8 settembre, il ministero degli esteri cubano gli chiese di andarsene "con il primo volo", con il motivo di aver fatto fotografie di armi visibili dalla finestra della sua camera d'albergo, di armi antiaeree e mostrato un atteggiamento scorretto verso la rivoluzione, in un articolo che aveva pubblicato in precedenza.
Durante questo viaggio, Kidd partì da Avana e vagava per la campagna, ex provincia di Camaguey, dove incontrò un campo di lavoro UMAP in prossimità della frazione di El Dos de Cespedes.
Il campo recintato di filo spinato era gestito da 10 guardie di sicurezza e tenuto da 120 internati, composto da Testimoni di Geova, i cattolici romani, e "quelli vagamente definiti disadattati sociali da parte del governo". L'età dei detenuti varia da 16 anni a oltre 60.

### La fine
Le UMAP furono chiuse nel 1968, in seguito alle pressioni internazionali e alle campagne di denuncia portate avanti fra gli altri dall'UNEAC (Unione di Scrittori e Artisti di Cuba). Il nome "UMAP" venne cancellato dalle insegne dei campi e tutta la documentazione cartacea fu distrutta. Gli omosessuali vennero liberati, ma i "devianti" e gli "elementi anti-sociali" vennero semplicemente ammassati in dipartimenti chiamati "Battaglione della Fatica Decisiva", "Colonna del Centenario dei Giovani" e "Lavoro Armato dei Giovani". Nomi diversi, stessi campi di lavoro forzato.
Félix Luís Viera, ex detenuto nelle UMAP e autore di un libro dedicato alla sua esperienza in essi, ha affermato, nel corso di un'intervista:
Il documentario Mauvaise conduite di Néstor Almendros e Orlando Jiménez Leal riporta le testimonianze di alcuni ex reclusi.

## La posizione di Fidel Castro sulle UMAP
Intervistato nel 1965 con riferimento all'istituzione degli UMAP, Fidel Castro dichiarò:
Nel 2007 Fidel Castro, rispondendo a Ignacio Ramonet che lo intervistava sulla questione degli omosessuali detenuti nelle UMAP, ha dichiarato:
Tuttavia, al contrario delle rassicuranti parole del padre, Alina Castro afferma che:
Riguardo all'affermazione del padre conclude:

## Detenuti di rilievo
- Il cardinale Jaime Ortega, ex Arcivescovo dell'Arcidiocesi di L'Avana
- Pablo Milanés, Cantante e compositore cubano
- Félix Luís Viera, scrittore cubano attualmente vive in Messico e autore del libro sulle esperienze UMAP
- Héctor Santiago, drammaturgo cubano

## Cultura di massa
- Fragola e cioccolato – 1994 film cubano che tratta delle discriminazioni subite dalla comunità LGBT dopo la rivoluzione cubana del 1959, nel quale vengono citati anche i campi UMAP.
- El Pecado Original - canzone di Pablo Milanes, considerato un omaggio per ricordare gli orrori commessi nella fase di post-Rivoluzione Cuba nei confronti delle persone LGBT.
- Prima che sia notte - autobiografia di Reinaldo Arenas, si occupa del tema dei campi UMAP.

## Documentari e libri
- Conducta impropia - 1984 documentario di Néstor Almendros e Orlando Jiménez Leal-
- Un libro pubblicato in spagnolo come Conducta impropria avere le trascrizioni di tutte le testimonianze che compaiono nel film e altri mai usato.[29]
- La UMAP: El Gulag Castrista - 2004 libro di Enrique Ros
- Un Ciervo Herido (Un cervo ferito) - libro di Félix Luís Viera
- UMAP: Una Muerte un Plazos - libro di José Caballero